# 天主教帕拉的布拉干薩教區
天主教帕拉的布拉干薩教區（拉丁語：Dioecesis Brigantiensis de Para）是巴西一個羅馬天主教教區，屬貝倫總教區。
1928年4月14日設立自治監督區，1979年10月16日升為教區。
範圍包括帕拉州東北部。2006年有教友675,000人（佔轄區總人口76.8%）、廿二個堂區、卅六名司鐸。現任教區主教為類思·弗蘭多。